# Liste der Waschhäuser im Département Val-d’Oise
In der Liste der Waschhäuser im Département Val-d’Oise werden alle bekannten Waschhäuser (französisch Lavoir) im französischen Département Val-d’Oise in der Region Île-de-France aufgeführt.
Soweit möglich wird die Erbauungszeit und der Typ des Waschhauses kurz angeführt.

## Waschhäuser

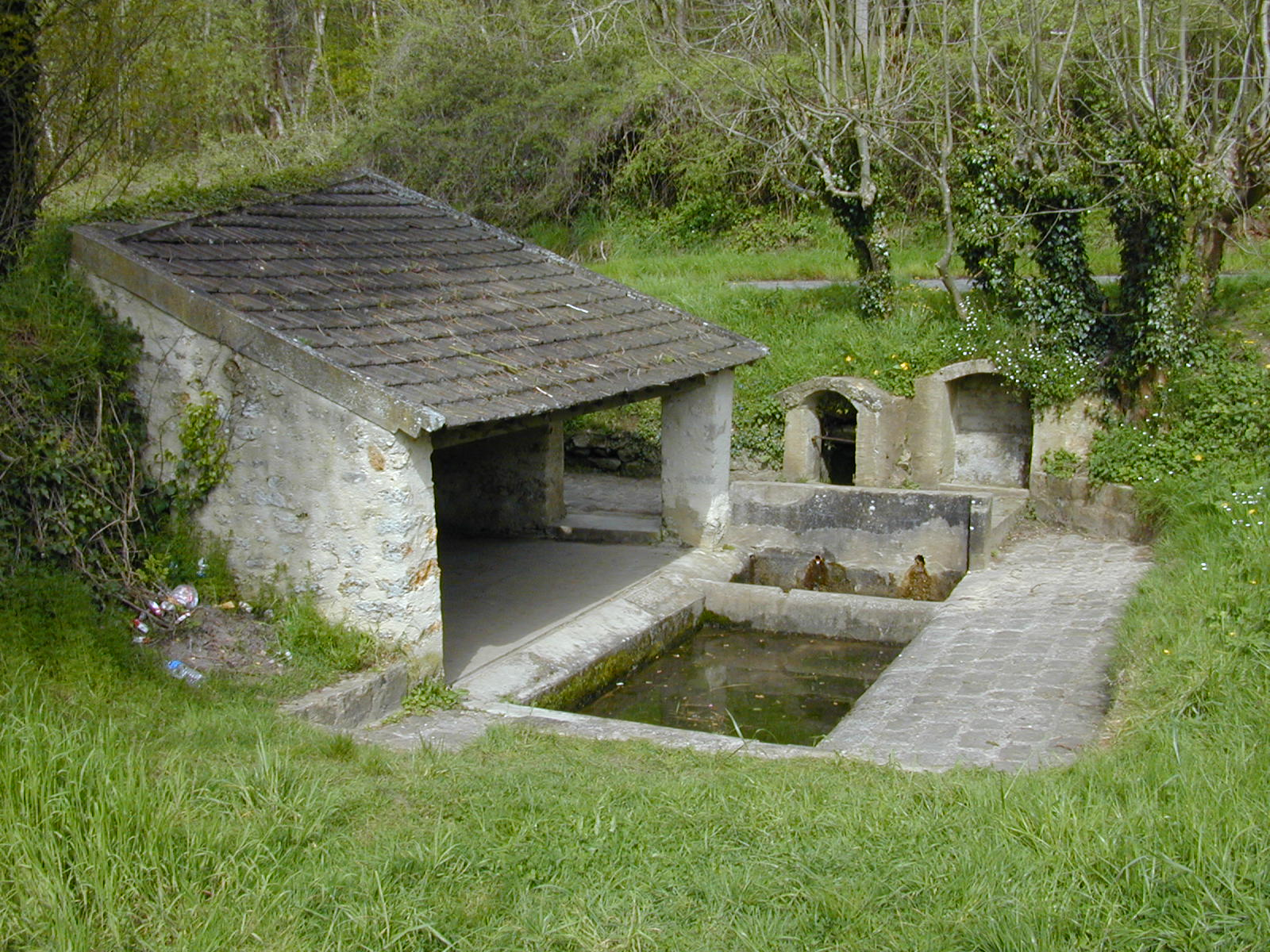
Waschhaus in Aincourt mit Pultdach

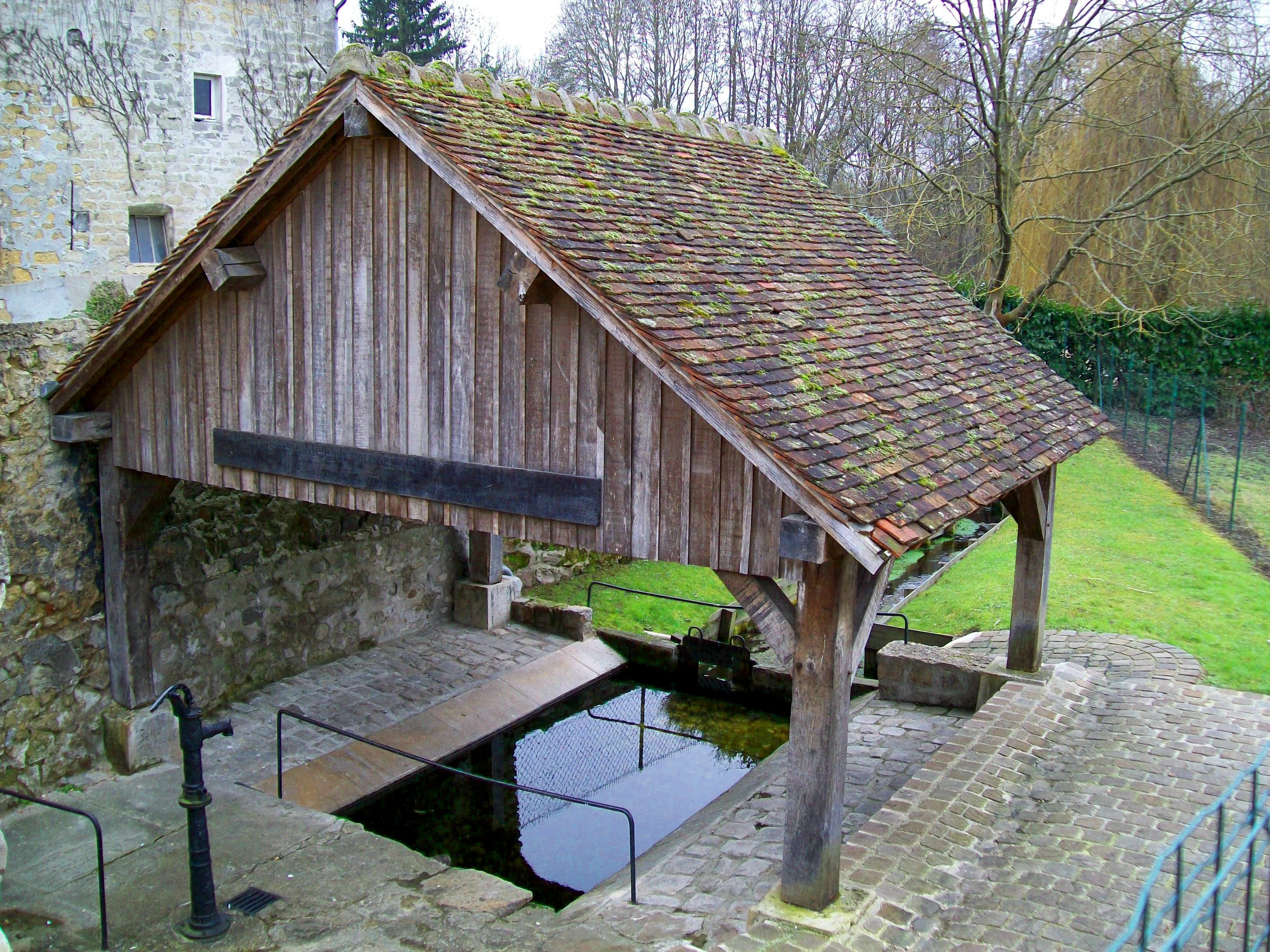
Waschhaus in Bellefontaine mit Satteldach

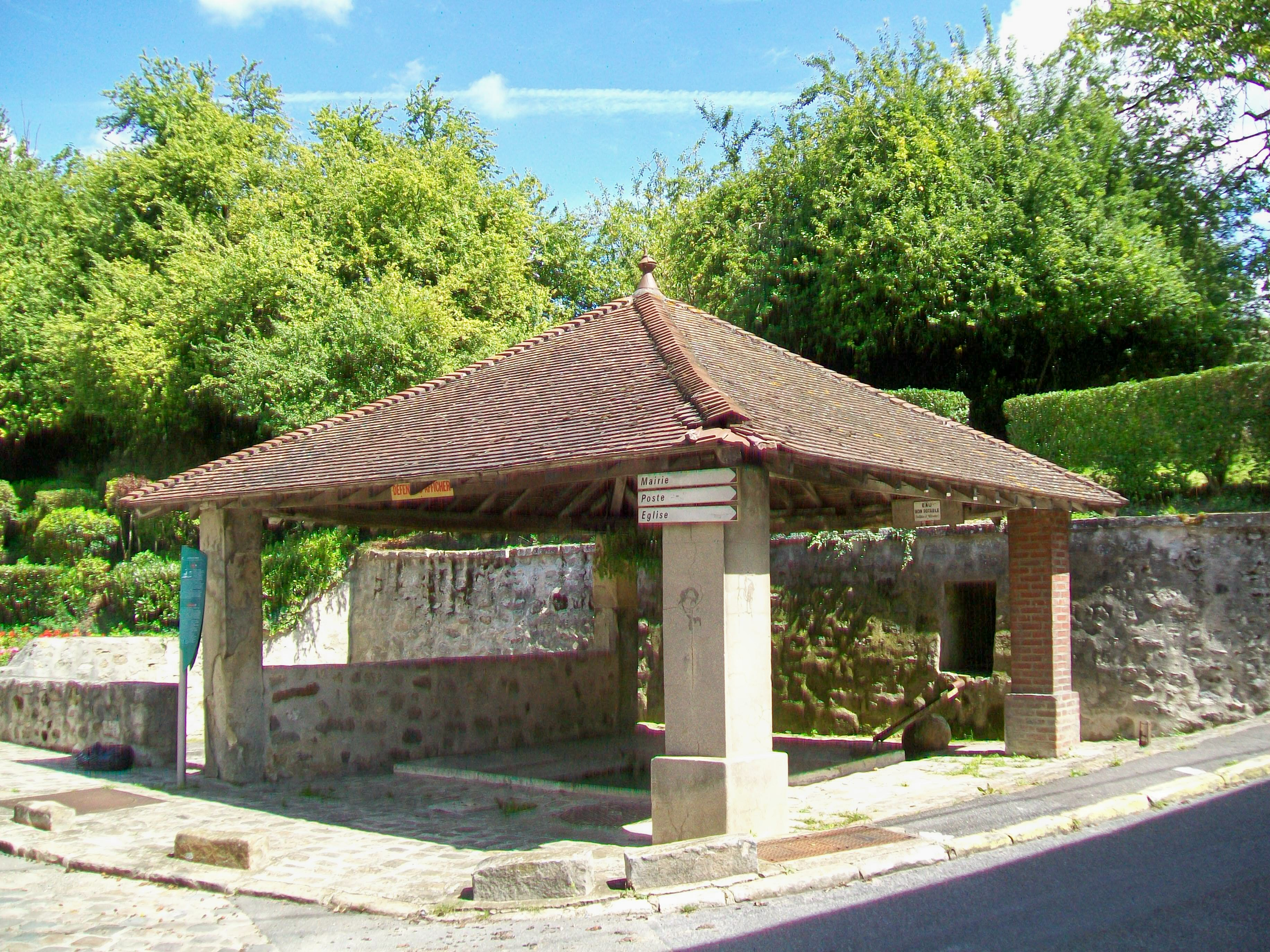
Waschhaus in Fontenay-en-Parisis mit Zeltdach

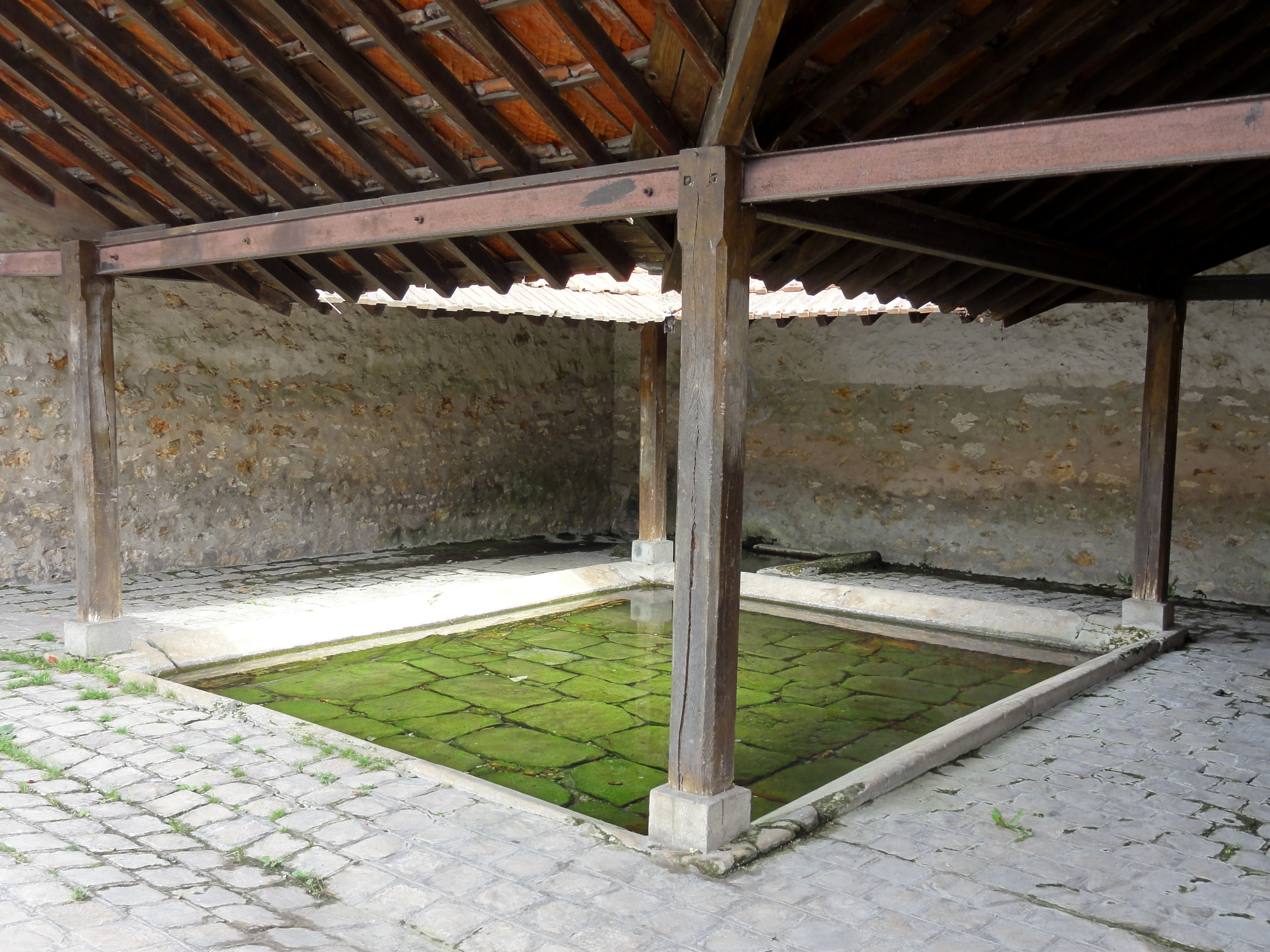
Waschhaus in Jouy-la-Fontaine mit Atrium

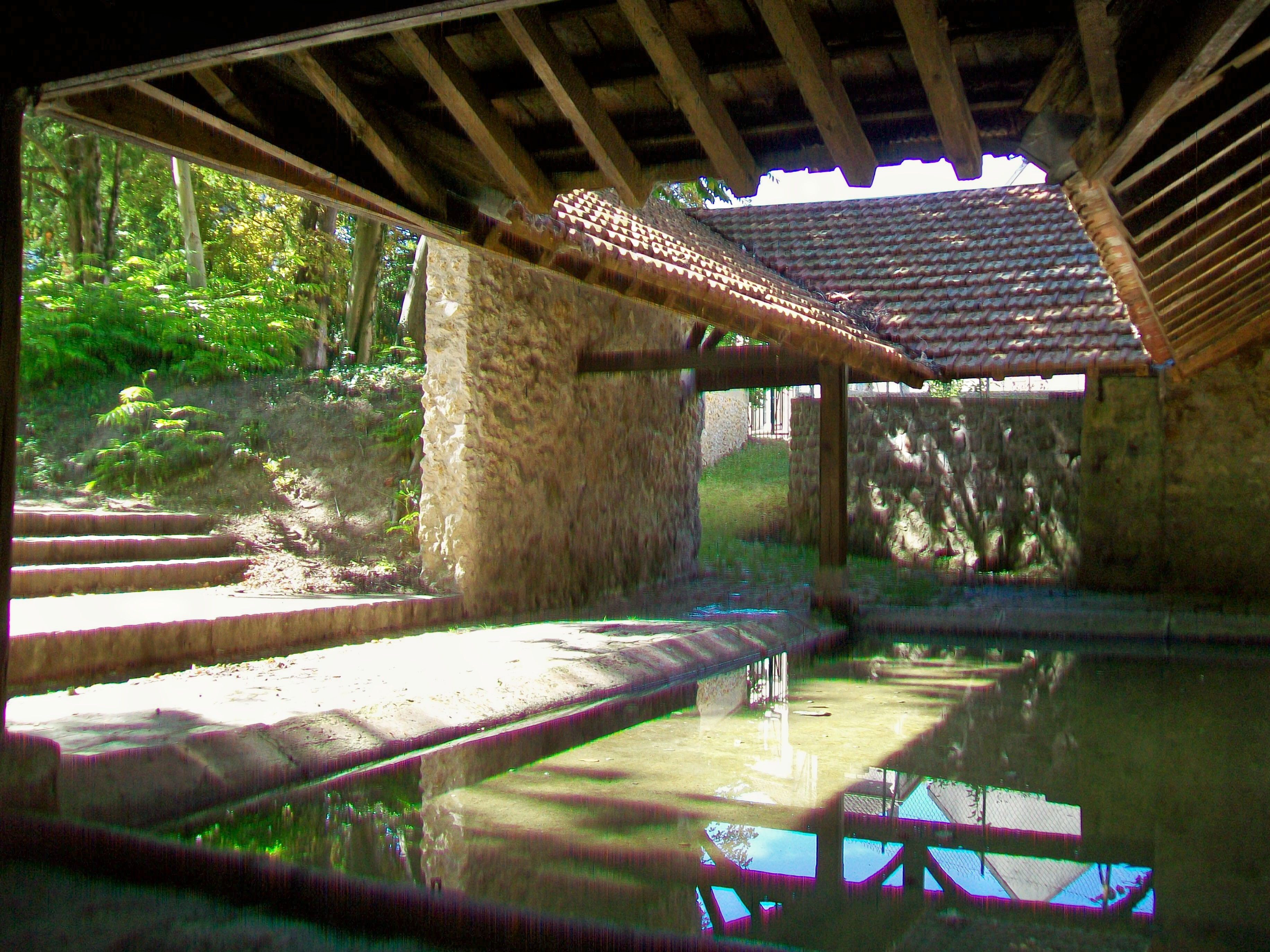
Waschhaus in Jouy-le-Moutier mit Atrium

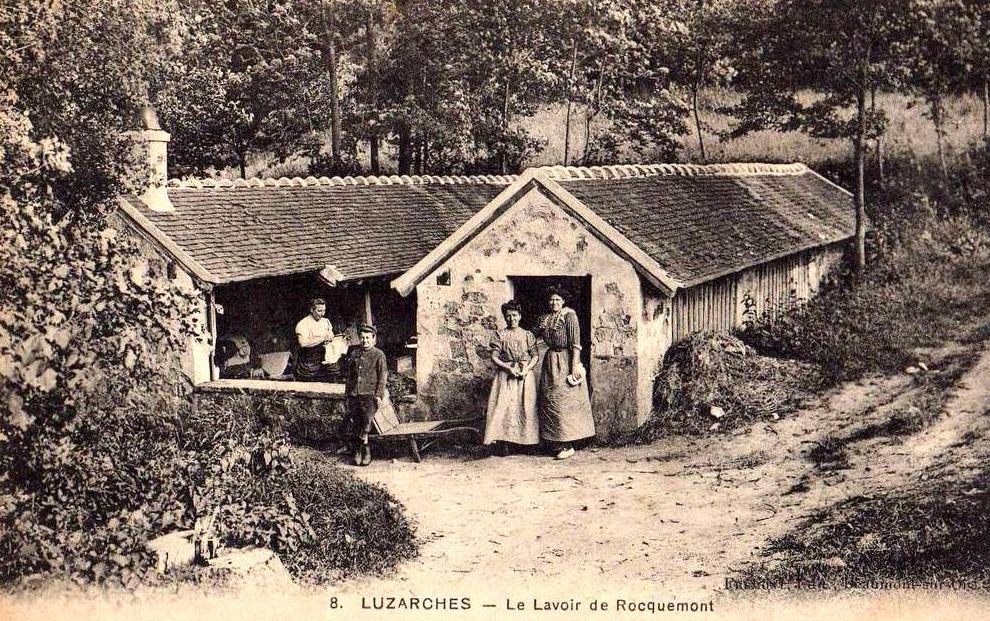
Waschhaus in Luzarches mit zwei Satteldächern an den Längsseiten (Postkarte Anfang des 20. Jahrhunderts)

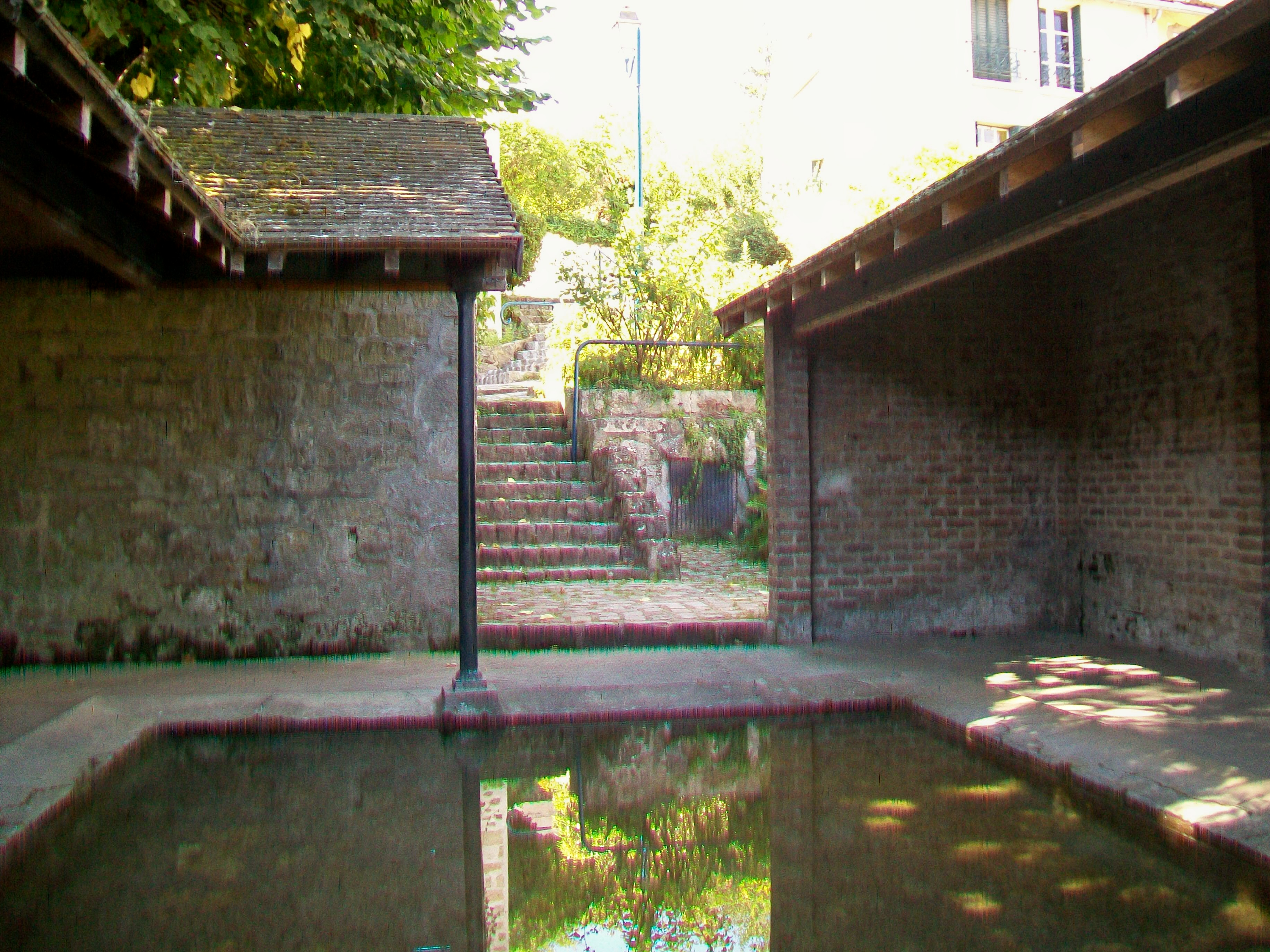
Waschhaus in der Rue des Dames Gilles in Vauréal

1. Waschhaus (Aincourt), Ende des 19. Jahrhunderts, Pultdach
2. Waschhaus (Ambleville), 19. Jahrhundert
3. Waschhaus (Amenucourt), zweite Hälfte 19. Jahrhundert, Satteldach
4. Waschhaus (Arronville), 19. Jahrhundert, Pultdach
5. Lavoir d’Arthieul
6. Waschhaus Rue des Auges (Asnières-sur-Oise)
7. Waschhaus Rue des Marais (Asnières-sur-Oise)
8. Lavoir d’Avernes
9. Lavoir Rue du Ruisseau (Avernes)
10. Waschhaus (Bellefontaine), Anfang des 20. Jahrhunderts, Satteldach
11. Lavoir de la Rue d'Heurcourt (Berville)
12. Waschhaus Rue des Jorets (Berville), 19. Jahrhundert, Pultdach
13. Waschhaus (Boisemont), 1732, zwei Pultdächer
14. Waschhaus (Boissy-l’Aillerie), 17. Jahrhundert, Atrium
15. Waschhaus (Bouffémont)
16. Waschhaus (Brignancourt), 19. Jahrhundert, Pultdach
17. Waschhaus (Buchet), 19. Jahrhundert, Pultdach
18. Waschhaus (Fontaine Rousselette) in Cergy, 1870, Atrium
19. Lavoir de la Guêpière (Cergy)
20. Waschhaus (Champagne-sur-Oise), Ende des 19. Jahrhunderts, Pultdach
21. Lavoir in Chars
22. Lavoir de Châtenay-en-France
23. Waschhaus (Chaussy), zwei Pultdächer
24. Lavoir in Cléry-en-Vexin
25. Lavoirs in Condécourt (mehrere Waschhäuser)
26. Lavoir de Copierre
27. Waschhaus (Cormeilles-en-Parisis), vor 1518, im 19. Jahrhundert verändert
28. Lavoir de Courcelles-sur-Viosne
29. Lavoir d’Eaubonne
30. Lavoir d’Écouen
31. Lavoir des Doux (Épiais-Rhus)
32. Lavoir du Petit-Vin (Épiais-Rhus)
33. Waschhaus (Épinay-Champlâtreux), 20. Jahrhundert, Pultdach
34. Waschhaus (Éragny), Ende des 19. Jahrhunderts, Satteldach
35. Waschhaus (Fontenay-en-Parisis), Anfang des 20. Jahrhunderts, Zeltdach
36. Lavoir de Frémécourt
37. Lavoir de Frouville, 19. Jahrhundert, Pultdach
38. Lavoir de Genainville
39. Waschhaus (Grisy-les-Plâtres), Pultdach
40. Waschhaus (Groslay), 19. Jahrhundert
41. Lavoir de Guiry-en-Vexin
42. Waschhaus (Haravilliers), Pultdach
43. Lavoir de Hédouville
44. Waschhaus (Jouy-la-Fontaine), erste Hälfte des 19. Jahrhunderts, Atrium
45. Waschhaus (Jouy-le-Moutier), 19. Jahrhundert, Atrium
46. Lavoir de Labbeville
47. Waschhaus (Lassy), 19. Jahrhundert, Satteldach
48. Lavoirs in La Chapelle-en-Vexin
49. Lavoir de Le Heaulme
50. Lavoir de Longuesse
51. Lavoir Rue du Moulin (Longuesse)
52. Waschhaus (Le Perchay), 19. Jahrhundert
53. Waschhaus (Louvres), 1749
54. Waschhaus (Le Plessis-Luzarches), Anfang des 20. Jahrhunderts, Satteldach
55. Lavoir de Gascourt (Luzarches)
56. Waschhaus Roquemont (Luzarches), 1817, zwei Satteldächer an den Längsseiten
57. Lavoir de Magnitot
58. Lavoir de la Digue (Magny-en-Vexin), 17. Jahrhundert, Satteldach
59. Lavoir Rue Eugène-Blouin (Magny-en-Vexin)
60. Waschhaus (Marines), um 1840, dreiseitiges Dach
61. Lavoir de Menouville
62. Lavoir de Messelan
63. Waschhaus (Montgeroult), Anfang 20. Jahrhundert, Satteldach
64. Lavoir de Montlignon
65. Lavoir de Montreuil-sur-Epte
66. Waschhaus (Mours), 19. Jahrhundert, Pultdach
67. Lavoir Rue de la Falaise (Nesles-la-Vallée)
68. Lavoir Rue de Pontoise (Nesles-la-Vallée)
69. Waschhaus Nointel (Val-d’Oise), Anfang 20. Jahrhundert, Walmdach
70. Waschhaus (Noisy-sur-Oise), 1862, Satteldach
71. Lavoir d’Osny
72. Waschhaus (Parmain), 19. Jahrhundert, Satteldach
73. Lavoir du jardin des Lavandières (Pontoise)
74. Waschhaus (Presles), 19. Jahrhundert, Zeltdach
75. Lavoir de Sagy (Val-d'Oise)
76. Waschhaus (Saint-Clair-sur-Epte), 18. Jahrhundert, zwei Satteldächer an den Längsseiten
77. Waschhaus (Saint-Cyr-en-Arthies), 19. Jahrhundert, Pultdach
78. Lavoir de Saint-Gervais (Val-d’Oise)
79. Waschhaus (Saint-Leu-la-Forêt), 1873, Zeltdach
80. Waschhaus (Saint-Martin-du-Tertre), 1816, Zeltdach
81. Lavoir de Saint-Witz
82. Lavoir de Santeuil (Val-d’Oise)
83. Waschhaus (Seraincourt), 19. Jahrhundert, Atrium
84. Waschhaus (Seugy), 1843, Satteldach
85. Lavoir de Théméricourt
86. Lavoir de Vallangoujard
87. Lavoir du Carrouge (Valmondois)
88. Lavoir du moulin de la naze (Valmondois)
89. Lavoir Place Honoré-Daumier (Valmondois)
90. Lavoir des Carneaux (Vauréal)
91. Waschhaus Rue de Puiseux (Vauréal), 19. Jahrhundert, Pultdach
92. Waschhaus Rue des Dames Gilles (Vauréal), 19. Jahrhundert, Pultdächer
93. Waschhaus (Vétheuil), 1858, zwei Pultdächer
94. Lavoir des Panilliers (Viarmes)
95. Waschhaus Rue du Montcel (Viarmes), 1827, Satteldach
96. Lavoir Ruelle du Présier (Viarmes)
97. Lavoir Saint-Ladre (Viarmes)
98. Lavoir Caudry (Vienne-en-Arthies)
99. Lavoir de Vienne-en-Arthies
100. Lavoir des millonets (Vienne-en-Arthies)
101. Lavoir de Vigny (Val-d’Oise)
102. Waschhaus (Wy-dit-Joli-Village), 19. Jahrhundert, Pultdach